# Валентуна
Валентуна (швед. Vallentuna) град је у Шведској, у источном делу државе. Град је у оквиру Стокхолмског округа, је значајно предграђе града Стокхолма. Валентуна је истовремено и седиште истоимене општине.

## Природни услови
Град Валентуна се налази у источном делу Шведске и Скандинавског полуострва. Од главног града државе, Стокхолма, град је удаљен 30 км северно.
Валентуна се развила у области источног Упланда. Градско подручје је равничарско до бреговито. Надморска висина града је 15-50 м. Град се налази близу Балтичког мора, а само градско језгро је уз истоимено језеро.

## Историја
Подручје Валентуне било насељено још у време средњег века. С до средине 20. века то је село без већег значаја.
После Другог светског рата управа града Стокхолма је пар деценија спроводила јак и брз развој предграђа у циљу растерећења самог града. Тако је настао и данашња Валентуна, који својом величином спада у највећа предграђа.

## Становништво
Валентуна је данас насеље средње величине за шведске услове. Град има око 30.000 становника (податак из 2010. г.), а градско подручје, тј. истоимена општина има око 31.000 становника (податак из 2012. г.). Последњих деценија број становника у граду веома брзо расте.
До средине 20. века Валентуну су насељавали искључиво етнички Швеђани. Међутим, са јачањем усељавања у Шведску, становништво града је веома шаролико.

## Збирка слика
- Стамбени блокови Валентуне
- Праисторијско налазиште
- Предео око града
- Просечна улица Валентуне